# Castilleja sulphurea
Castilleja sulphurea är en snyltrotsväxtart som beskrevs av Per Axel Rydberg. Castilleja sulphurea ingår i släktet målarborstar, och familjen snyltrotsväxter. Inga underarter finns listade i Catalogue of Life.

## Bildgalleri

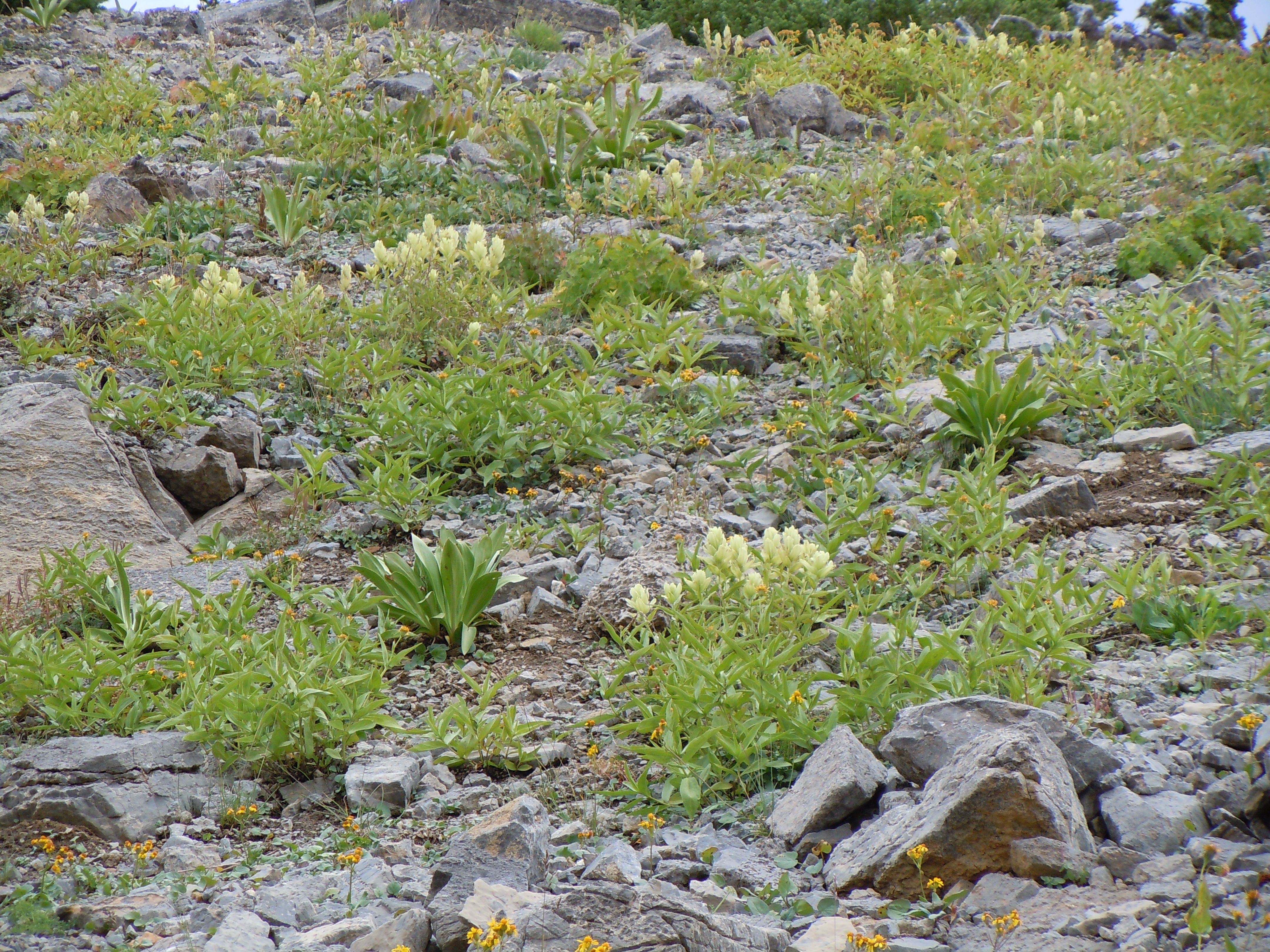
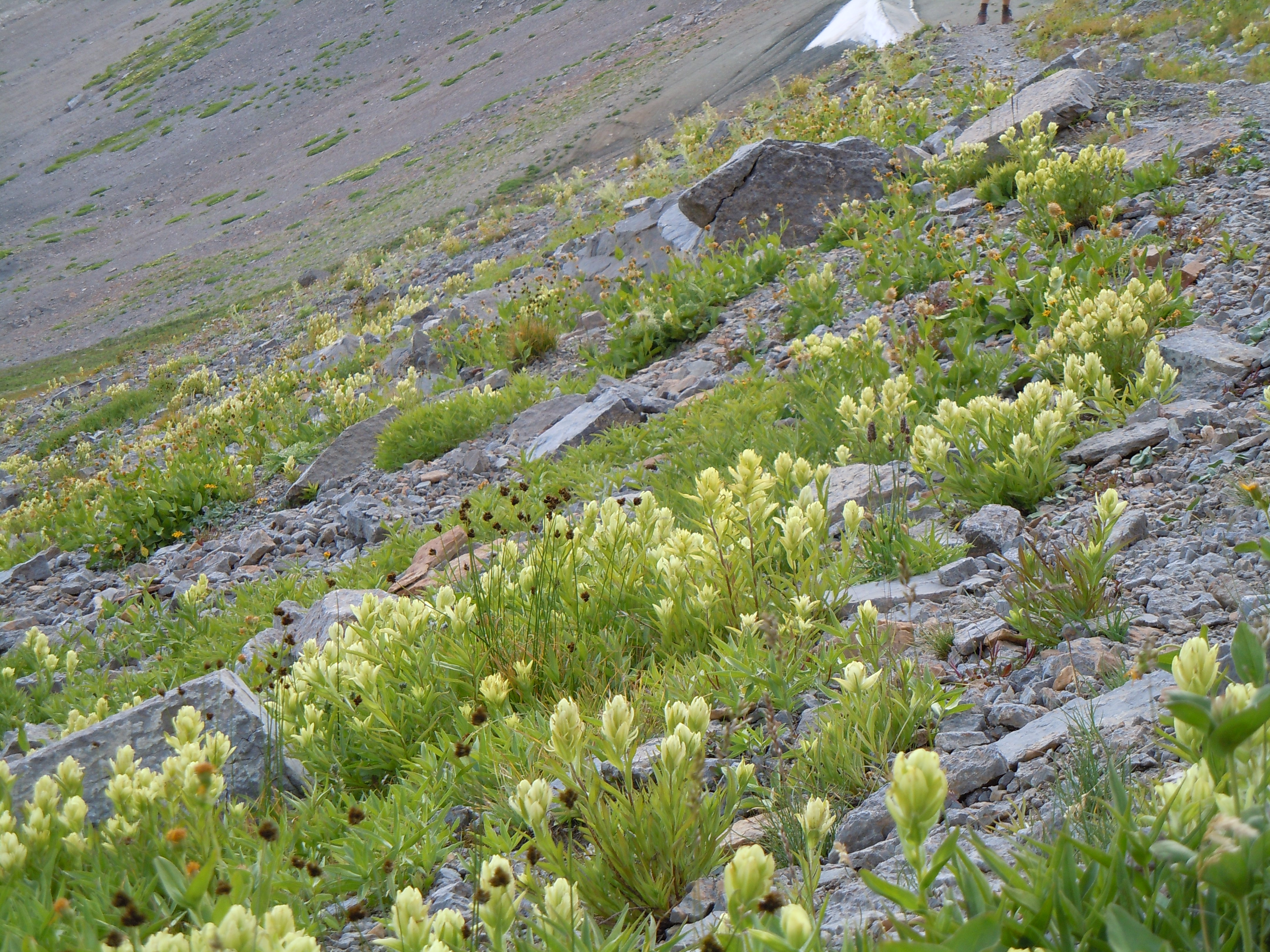
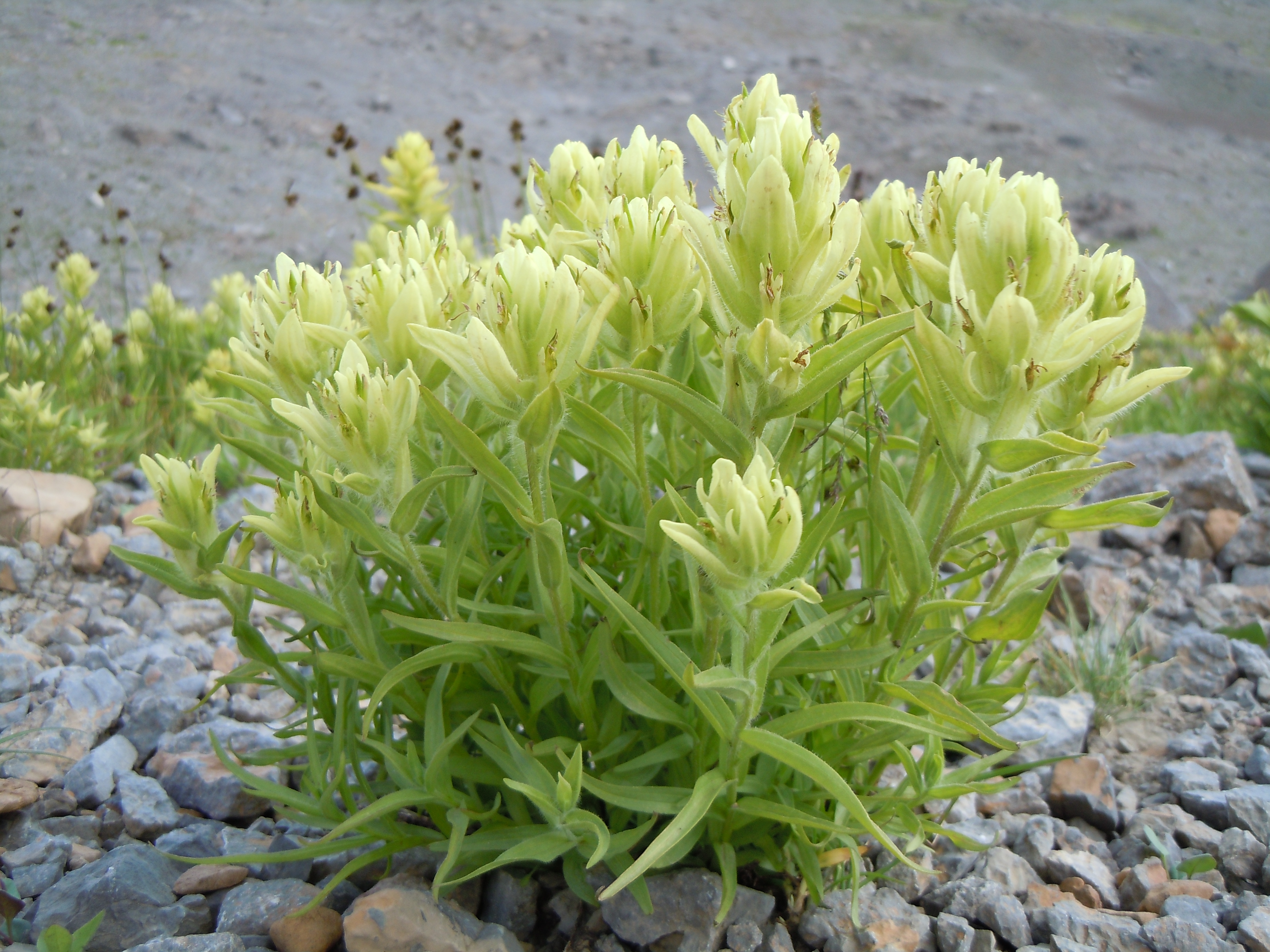
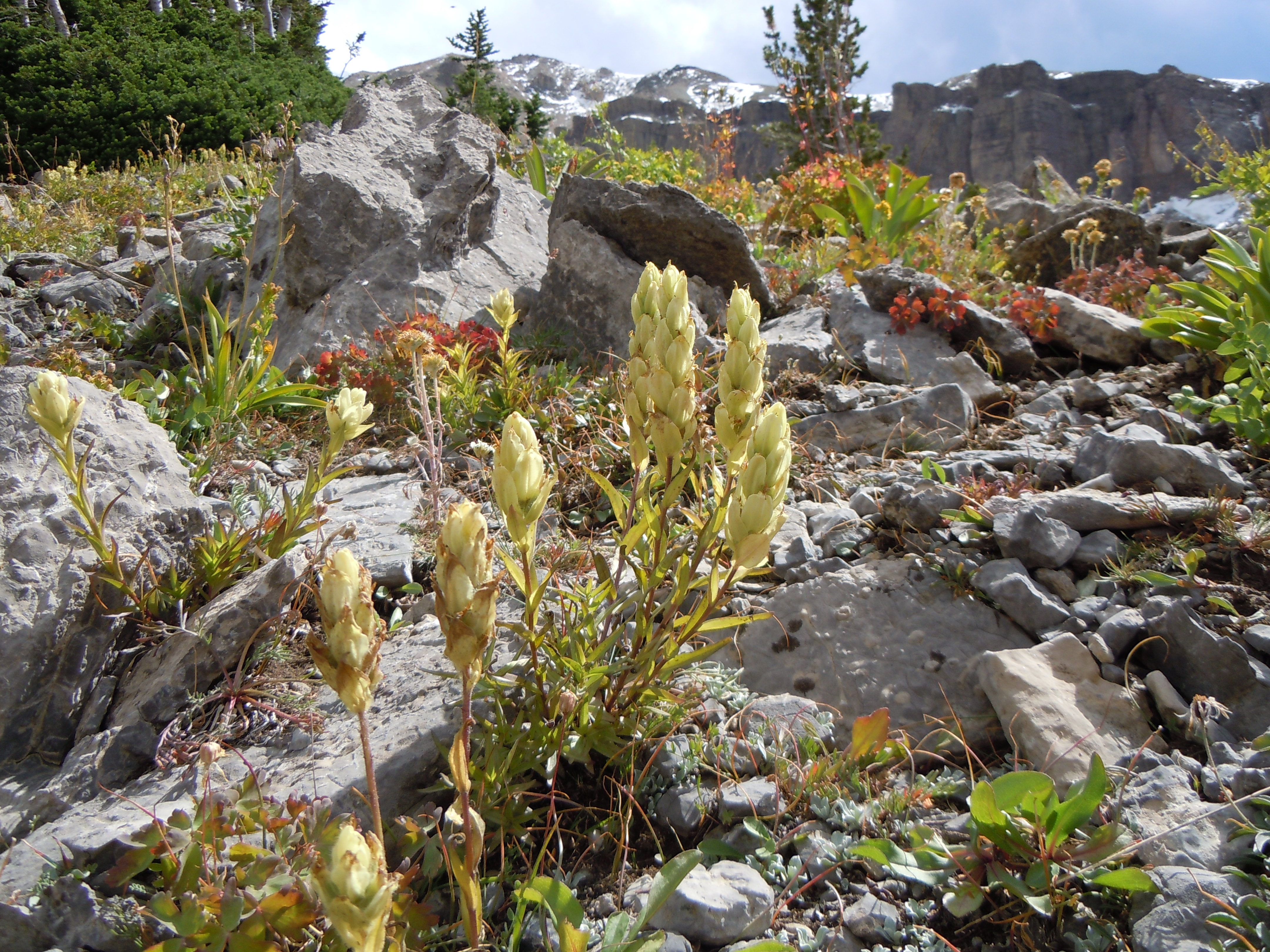